# Agyasleves
Az agyasleves egy hagyományos erdélyi levesféleség. Disznótor alkalmával készítik. Fő összetevői a savanyúkáposzta leve, disznóagy és húsgombócok. Leginkább friss reszelt tormával fogyasztják.

## Elkészítése
A savanyú káposzta levét, ha kell, vízzel felhígítják, és kockákra vágott káposztával együtt felteszik főni. Aztán hozzáadják a kockákra vágott sertéshúst, finomra aprított vöröshagymát és babérlevelet. Amikor a hús szinte már puha, beleteszik a megtisztított, velőt és az egy-egy liter léhez számított egy-egy kanál rizst. Paprikás rántást készítenek, tejfölt kevernek hozzá és belekeverik a levesbe. Lassan főzik kicsit, míg a rizs is megpuhul.